# Jitsi
Jitsi（ジッチ、ジトシ）は自由かつオープンソースで、ウェブプラットフォーム、Windows、Linux、macOS、Androidといったクロスプラットフォーム向けの音声（VoIP）、ビデオカンファレンス、インスタントメッセージアプリケーションのコレクションである。JitsiプロジェクトはJitsi Desktop（旧称：SIP Communicator）の開発から始まった。WebRTCの普及に伴いプロジェクトチームはウェブペースの複数人ビデオ会話を実現するJitsi Video Bridgeの開発に集中するようになった。その後、チームは完全なビデオカンファレンスアプリケーションであるJitsi Meetを追加し、ウェブ、Android、iOSクライアントが利用可能になった。Jitsiは、Jitsi Meetをmeet.jit.siでホストしており、コミュニティは無料で利用できる。その他に開発しているプロジェクトとしては、Jigasi、lib-jitsi-meet、Jidesha、Jitsiがある。
Jitsiは、NLnet Foundation、ストラスブール大学、Region of Alsace など様々な機関から支援を受けており、Google Summer of Codeプログラムにも複数回参加している。

## Jitsiの主なプロジェクト
Jitsiは2020年4月現在、GitHubで103個のリポジトリがオープンソースで公開されている。主なプロジェクトには以下のものがある。
- Jitsi Meet – Debian/Ubuntuサーバーで簡単にインストールできるように設計されたビデオ会議サーバー
- Jitsi Videobridge – 複数人参加会議を動作させるWebRTCのSelective Forwarding Unitエンジン
- Jigasi - 標準のSIPクライアントが、Jitsi VideobridgeでホストされたJitsi Meet会議に参加することを可能にするサーバーサイド・アプリケーション
- lib-jitsi-meet - Jitsi MeetのためにカスタマイズされたUIを提供する低レベルのJavaScript API
- Jidesha – Jitsi MeetのためのGoogle Chrome拡張機能
- Jitsi – 音声、ビデオ、チャットでのコミュニケーションを可能にする、SIP、XMPP/Jabber、AIM/ICQ、IRCプロトコルをサポートするプログラム

### Jitsi Meet
オープンソースのJavaScript WebRTCアプリケーションであり、ビデオ会議に使うことができる。Android、macOS、Windows、Linuxに対応している。デスクトップ画面やプレゼンテーションを共有でき、リンクで新しいメンバーをビデオ会議に招待できる。ブラウザで直接、またはアプリケーションをダウンロードして利用できる。
Jitsi Meetの主な特徴
- 暗号化通信（セキュア通信）
- クライアントソフトウェアのインストールが不要[20]

|  |  |

### Jitsi Videobridge
複数ユーザーのビデオ通信を可能にするWebRTCをサポートするビデオ会議プログラムである。Selective Forwarding Unit（SFU）を利用して選択されたストリームだけを他のビデオ会議通話の参加ユーザーに転送するため、CPUの性能はパフォーマンスにそれほど重要ではない。

### Jitsi Desktop
Jitsiからは、Jitsi Video Bridge Selective Forwarding Unit（SFU）や、ウェブ会議アプリケーションのJitsi Meetなど、いくつかの姉妹プロジェクトが生まれた。これらの他のJitsiプロジェクトがよく知られるようになるにつれて、混同を防ぐために、JitsiクライアントアプリケーションはJitsi Desktopとしてリブランディングされた。
プロジェクトは当初からIPv6をサポートしていたため、主に実験的なツールとして使われていた。時が経つにつれ、プロジェクトは多くのメンバーを集め、SIP以外のプロトコルのサポートも追加されていった。
機能

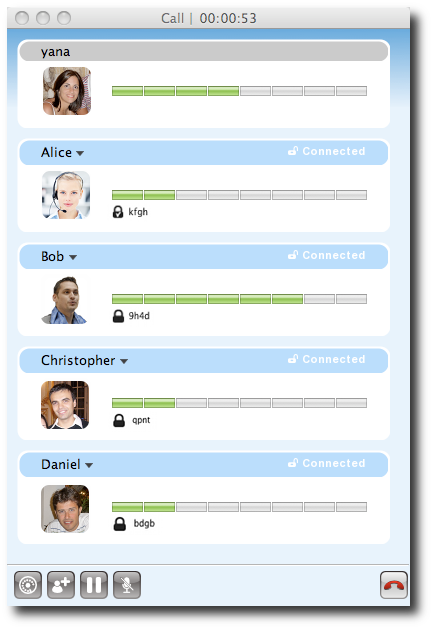
Mac OS X上で動作するjitsiのビデオ会議のウィンドウ。

Jitsiは、Windowsや、Linux、macOS、BSDのようなUnix系システムを含む複数のオペレーティングシステムをサポートしている。スマートフォン向けにはiOSとAndroidをサポートしており、iOS向けアプリはApp Storeで、Android向けアプリはGoogle Play StoreおよびF-Droid上でダウンロードできる。Jitsi Desktopがサポートする機能には以下のものがある。
- 通話転送（英語版）（attendedおよびblind）
- 自動退席
- 自動再接続
- 自動応答と自動転送
- 通話の録音
- SRTP（英語版）とZRTP（英語版）を利用した通話の暗号化
- 会議通話
- ICEプロトコルを使用した直接のメディア接続の確立
- デスクトップ画面のストリーミング
- マスターパスワードを利用した暗号化パスワードの保存
- XMPP、AIM/ICQ、Windows Live Messenger、YIMに対するファイル転送
- OTR（英語版）（エンド・トゥ・エンドの暗号化）を利用したインスタントメッセージの暗号化
- SIPおよびXMPPへのIPv6のサポート
- TURNプロトコルを利用したメディアのリレー
- Message Waiting indication（英語版）（RFC 3842）
- ビデオエンコーディングにH.264およびH.263またはVP8を使用した、SIPおよびXMPPのための音声およびビデオ会話[27]
- SILK（英語版）、G.722、Speex、Opusを使用したWideband audio（英語版）[27]
- SIP INFO、RTP（RFC 2833/RFC 4733）、In-bandを使用したDTMFのサポート
- mDNS/DNS-SDによるZeroconf（AppleのBonjourを使用）
- DNSSEC
- グループビデオ会議のサポート（Jitsi Videobridge）[28]
- SILKおよびOpusコーデックを使用したパケットロスの隠蔽（英語版）[29][30]